# ریوتا نوما
ریوتا نوما (انگلیسی: Ryota Noma؛ زادهٔ ۱۵ نوامبر ۱۹۹۱) بازیکن فوتبال اهل ژاپن است.